# Leccinum holopus
Leccinum holopus (Friedrich Wilhelm Rostkovius, 1844 ex Roy Watling, 1960) din încrengătura Basidiomycota, în familia Boletaceae și de genul Leccinum, denumit în popor bolete fantomă sau bolete alb, este o specie de ciuperci comestibile care coabitează, fiind un simbiont micoriza (formează micorize pe rădăcinile arborilor). În România, Basarabia și Bucovina de Nord se dezvoltă, solitar sau în grupuri mici, întotdeauna sub mesteceni în sol acru și mlăștinos aproape invariabil cu mușchi de turbă (Sphagnum), preponderent prin turbării, dar, de asemenea, în păduri de foioase și mixte umede și răcoroase precum la marginea lor. Timpul apariției este din iunie până în octombrie.

## Taxonomie

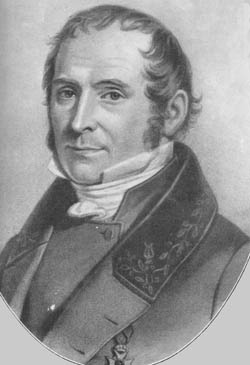
Elias Fries

Deși renumitul savant suedez Elias Magnus Fries a descris specia deja drept Boletus chioneus var. aerugineus în volumul 2 al operei sale Observationes mycologicae din 1818. Numele binomial hotărât însă este Boletus holopus, determinat de medicul, botanistul și micologul german Friedrich Wilhelm Rostkovius (1770-1848) în Deutschlands Flora in Abbildungen nach der Natur mit Beschreibung a lui Jacob Sturm din 1844.
Apoi, în 1960, micologul scoțian Roy Watling (n. 1938) a transferat specia corect la genul Leccinum sub păstrarea epitetului, de verificat în volumul 43 al jurnalului științific   Transactions of the British Mycological Society, fiind numele curent valabil (2021). 
Toate celelalte încercări de redenumire sunt acceptate sinonim. 
Epitetul specific se trage din cuvintele din cuvintele grecești (greacă veche Χόλο=de culoarea bilei) și (greacă veche πόδι=picior, bază), datorită aspectului tijei spre și la bază pe din afară și în interior.

## Descriere

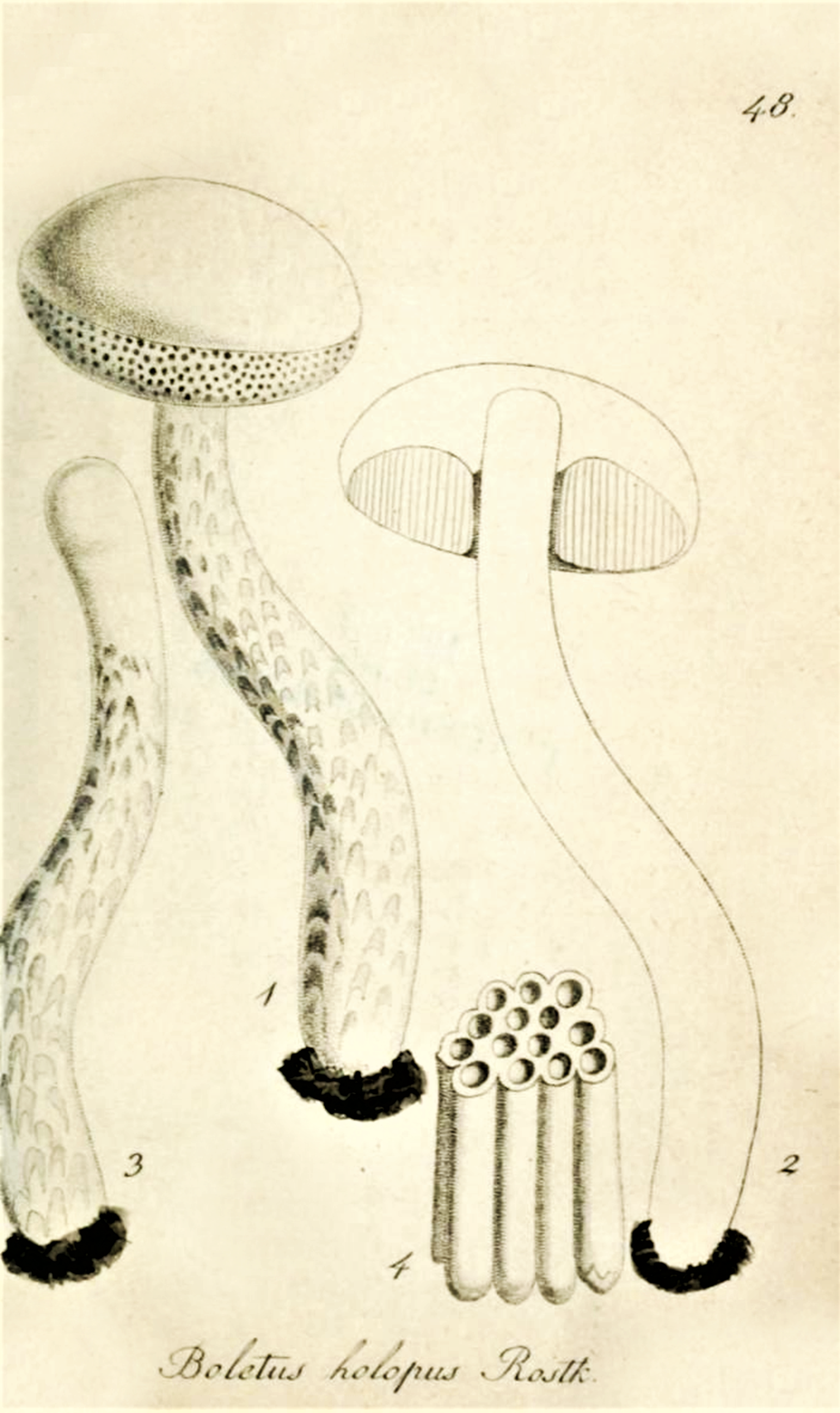
Rostk.: Boletus holopus

- Pălăria: inițial fermă, mai târziu moale și spongioasă, are un diametru de 4-7 (9) cm, este, la început, semisferică, cu marginea răsfrântă spre picior, apoi convexă și foarte regulată, rămânând în general în acest fel, mai degrabă decât să se aplatizeze complet. Cuticula este catifelată până fin pâsloasă, slab lipicioasă, iar la umezeală unsuroasă, atârnând puțin deasupra sfârșitul pălăriei. Culoarea ei este de obicei complet albă până crem-albuie. Există o variație biscuit-maronie până gri-verzuie, de obicei mai robustă cu un diametru de până la 9 cm, care apare numai în pădurile umede de mesteacăn. La apăsare se decolorează deschis brun sau galben-maroniu.
- Tuburile: are sporifere lungi de 1,2 cm, rotunjoare și subțiri, împinse în sus spre picior, căpătând la bătrânețe un aspect spongios. Coloritul este inițial alb, apoi bej și în sfârșit gri murdar până gri-măsliniu.
- Porii: sunt cu în mediu 0,5 mm diametru destul de mici, rotunzi, stând foarte strâns și colorați ca tubulețele. Devin lent maronii când sunt învinețiți.
- Piciorul: are o înălțime de 5 până la 12 cm și o lățime de 1,5 până la 3 cm, fiind mereu mai lung decât pălăria, plin, ceva fibros, cilindric, înclinându-se ușor spre vârf, dar îngroșat spre bază. Suprafața albă sau gri-albicioasă cu nuanțe verzuie este acoperită cu solzi lânoși foarte fini care sunt în tinerețe albicioși până gri-albui și la bătrânețe palid maronii.
- Carnea: este albicioasă, puternic gri-albicioasă cu tonuri verzui, spre bază mereu slab albăstrui-verzuie până verzui-gălbuie, pălăria fiind numai în tinerețe compactă și fermă, devenind apoi moale, la bătrânețe spongioasă, dar piciorul ceva mai fibros. Are un miros foarte slab de ciuperci precum un gust blând și plăcut. Carnea albă nu se decolorează odată tăiată, dar schimbă culoarea prin adăugare de reactivi chimici (vezi mai jos).[5][6]
- Caracteristici microscopice: prezintă spori netezi, alungit elipsoidali până fusiformi, neamilozi (nu se decolorează cu reactivi de iod), hialini (translucizi) până la gălbui în KOH, cu o mărime de 14-19 x 4-6,5 microni. Pulberea lor este brun-măslinie cu nuanțe ruginii. Basidiile clavate cu 4 sterigme fiecare au o dimensiune de 29-36,5 x 11,5-12,5 microni. Cistidele (elemente sterile situate în stratul himenal sau printre celulele din pielița pălăriei și a piciorului, probabil cu rol de excreție) de 30-50 x 7,5-12,5 microni de forme variabile, dar în primul rând asemănător unei sticle cu o bază extinsă conic și un gât îngust sunt netede cu pereți subțiri și hialine în KOH. Pileocistidele (elemente sterile de pe suprafața pălăriei) de 40-120 x 5-8 microni, constau dintr-o dermă respectiv din elemente trichoderme dezumflate cu hife de 4-7,5 (10) µm lățime, fiind netede, cu pereți subțiri, hialine sau aurii în KOH, în special celulele terminale cilindrice cu vârfurile rotunjite sau subacute. Caulocistidele (cistide situate la suprafața piciorului) de 30-90 x 10-20 microni, în mănunchiuri cu caulo-basidiile, au un aspect diferit, dar deseori în formă de sticlă cu gâtul lung, devenind și ele hialine până la gălbuie în KOH. Hifele nu prezintă cleme (fibule).[12][13]
- Reacții chimice: carnea se decolorează cu formaldehidă  foarte palid roz de somon, cu Hidroxid de potasiu brun, cu sulfat de fier slab gri și numai cuticula cu Hidroxid de amoniu roz până slab roșiatic.[14][15]

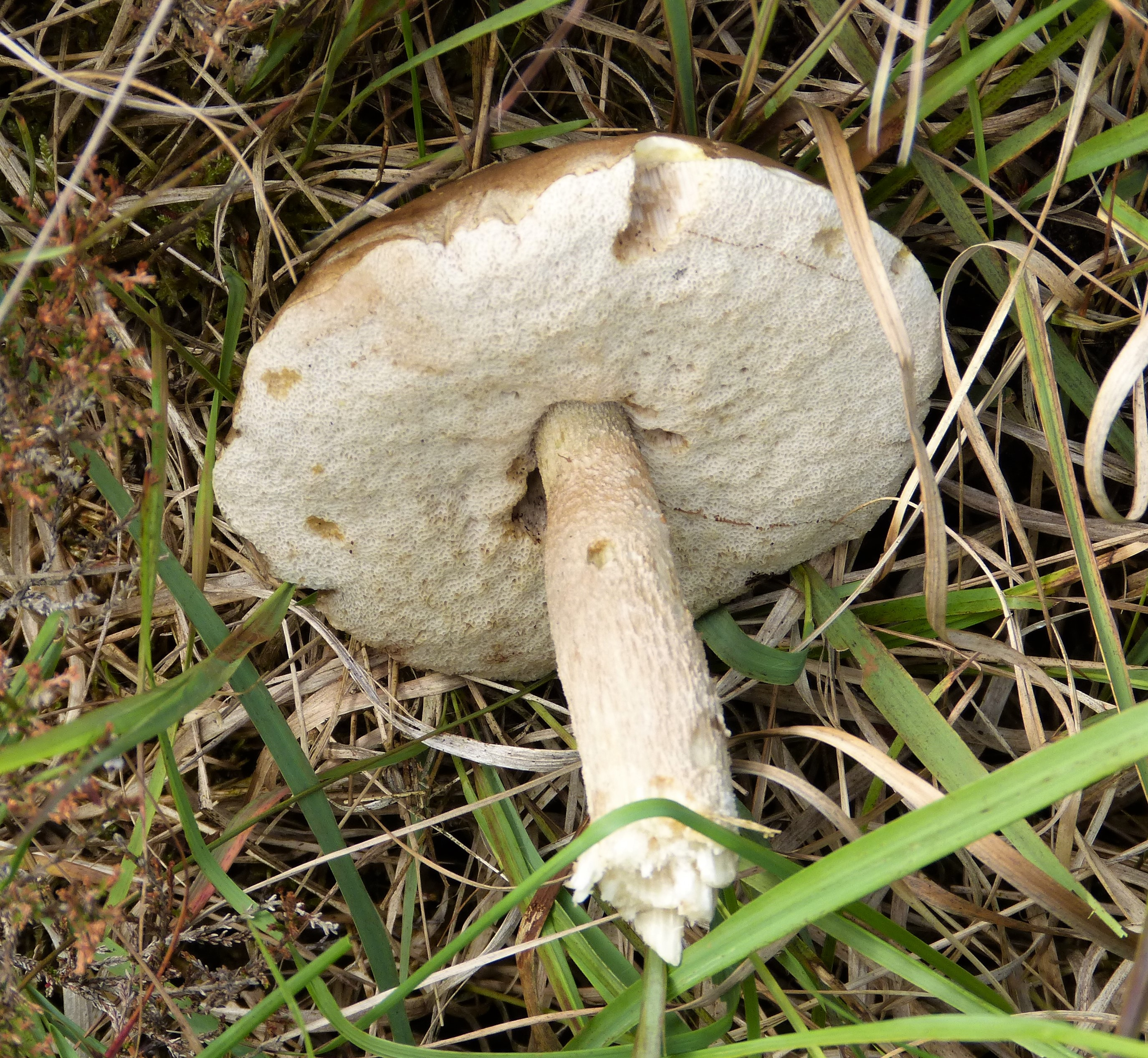
L. holopus matur, lamele și picior
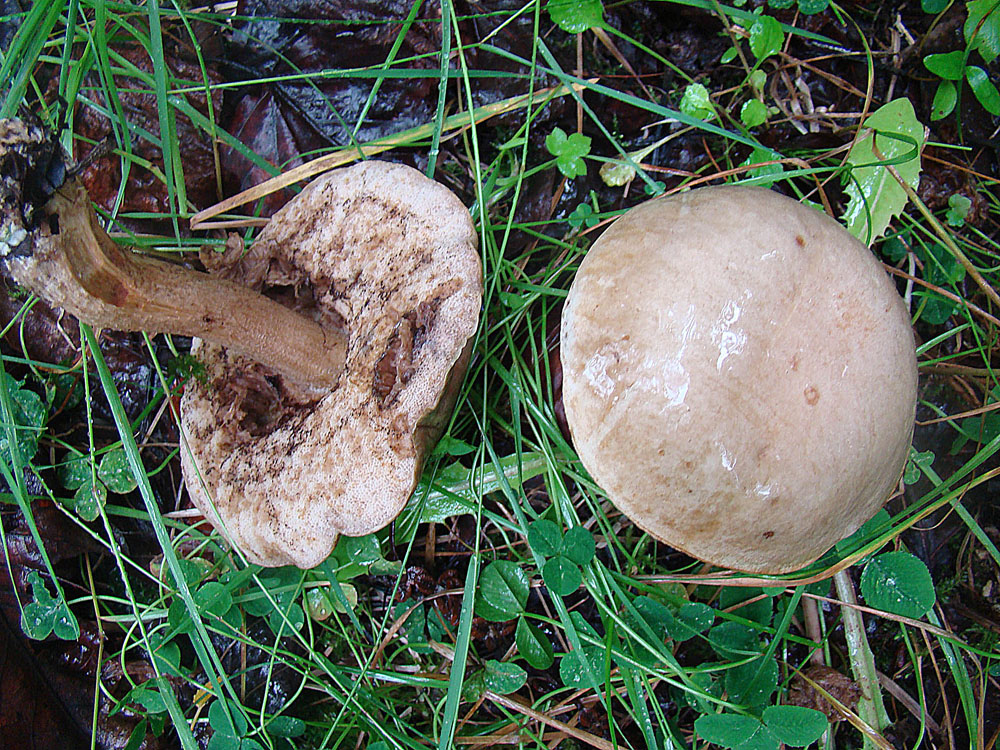
L. holopus bătrân, lamele și picior
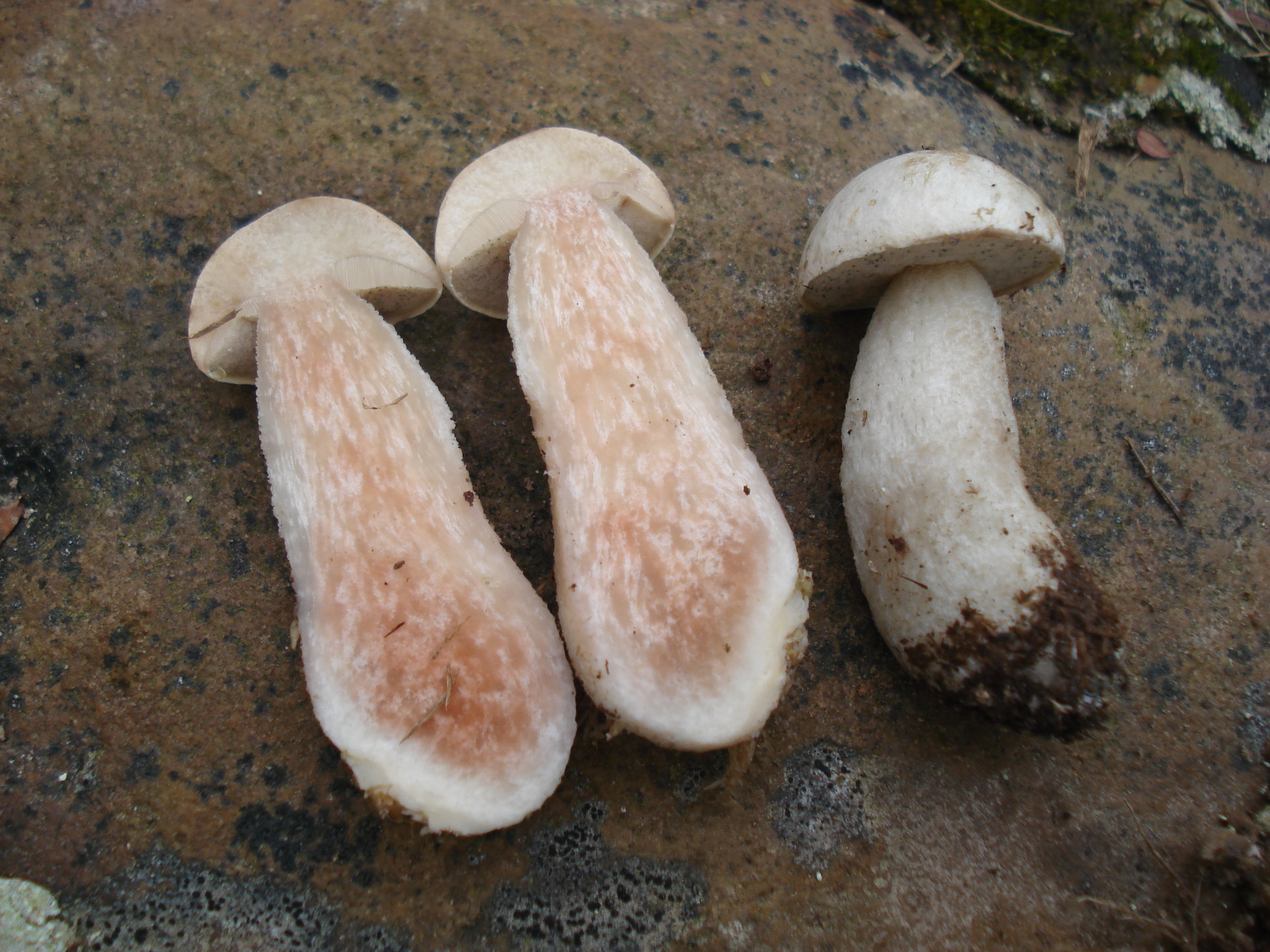
L. holopus tineri, secțiune longitudinală
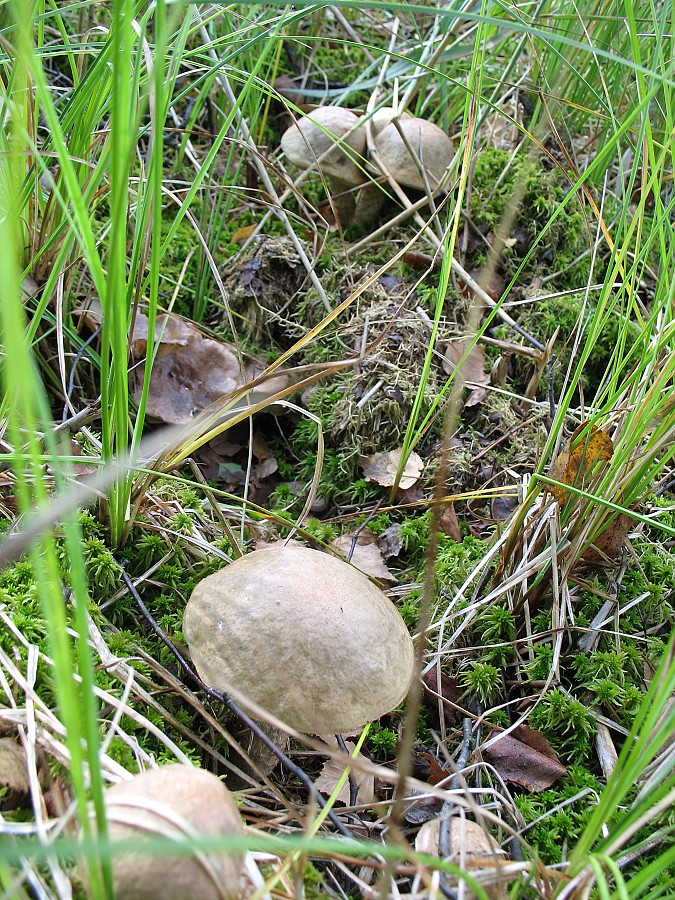
L. holopus grup
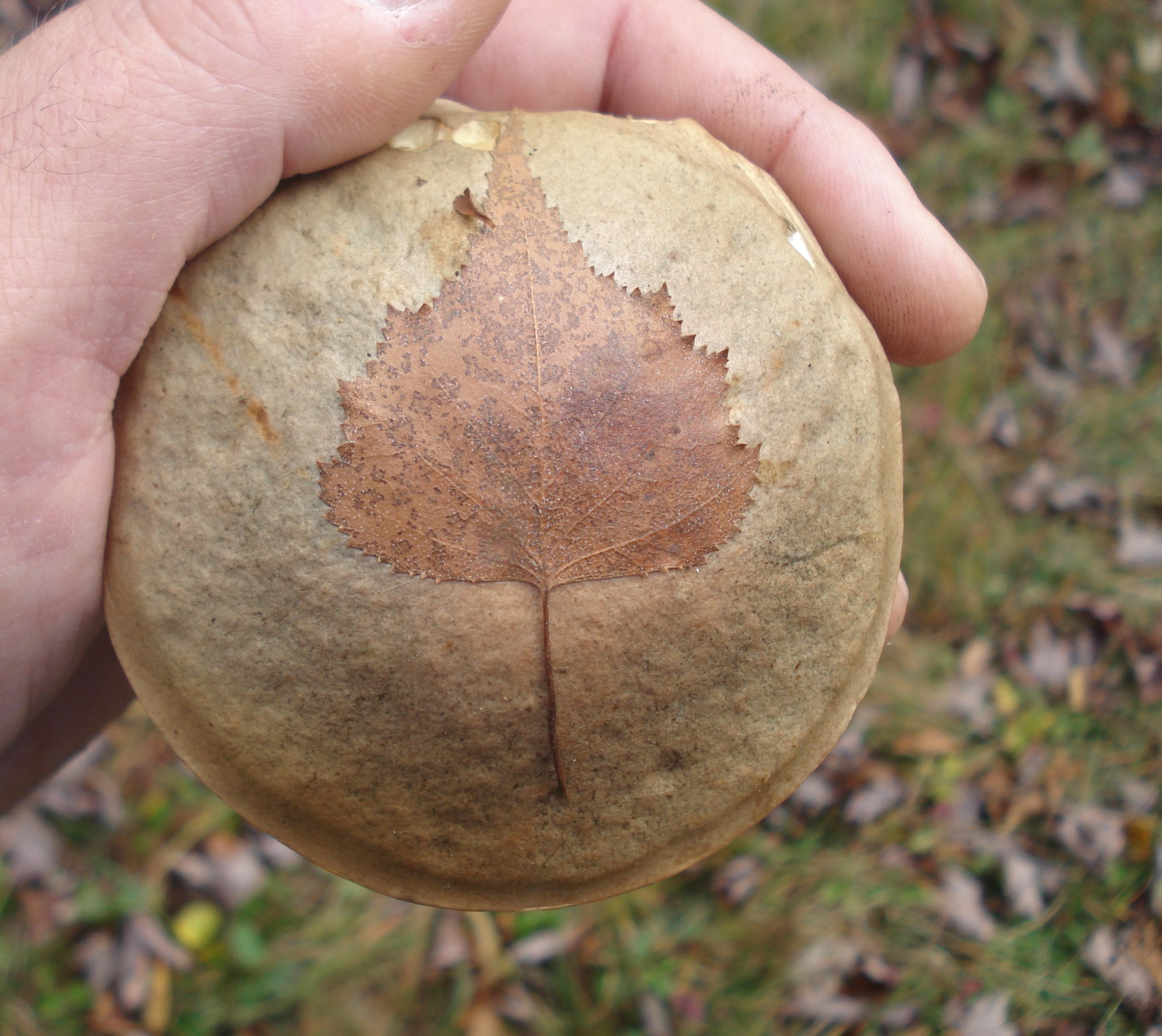
L. holopus de culoare mai închisă

## Confuzii
Buretele nu poate fi confundat cu ciuperci necomestibile sau chiar otrăvitoare, ci numai cu Leccinum niveum sau cu exemplare de culoare mai deschisă ale aceluiași gen, ca de exemplu cu Leccinum aurantiacum (crește în păduri de foioase în special sub plopi precum plopi tremurători, dar de asemenea pe sub sălcii), Leccinum carpini, Leccinum griseum, (se dezvoltă numai în păduri de foioase, carnea devine neagră în timpul fierberii), Leccinum melaneum, Leccinum pseudoscabrum (trăiește în păduri de foioase în special sub carpeni dar și sub aluni, mesteceni sau plopi), Leccinum duriusculum (se dezvoltă sub plopi tremurători), Leccinum piceinum (se dezvoltă în păduri de conifere, mai ales sub molizi pe lângă afine), Leccinum roseofracta (trăiește sub mesteceni), Leccinum scabrum, Leccinum thalassinum (se dezvoltă sub mesteceni pe teren nisipos și umed, destul de răspândit, dar numai puțin cunoscut), Leccinum variicolor (trăiește prin turbării pe sol acru numai sub mesteceni),  Leccinum versipelle (crește în păduri (și parcuri, pajiști) sub mesteceni, păduri de foioase în special sub plopi precum plopi tremurători, dar de asemenea pe sub sălcii) sau Leccinum vulpinum, mai departe cu Boletus edulis var. alba, Suillus bellini, sau Suillus placidus.

## Galerie de imagini (specii asemănătoare)

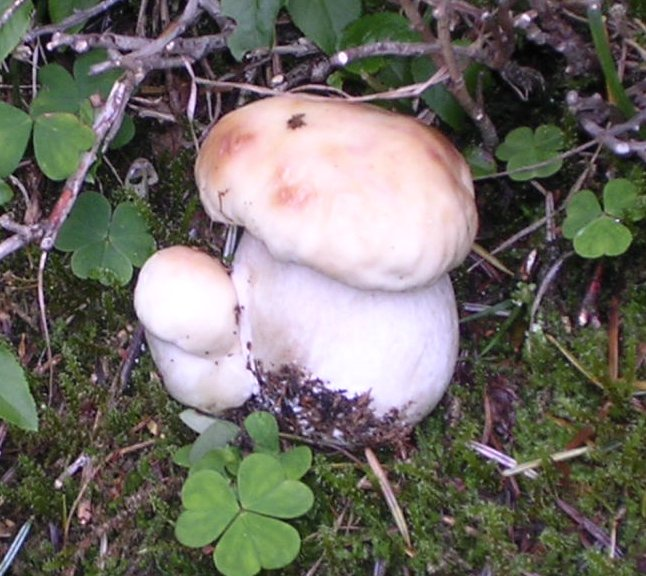
Boletus edulis var. alba
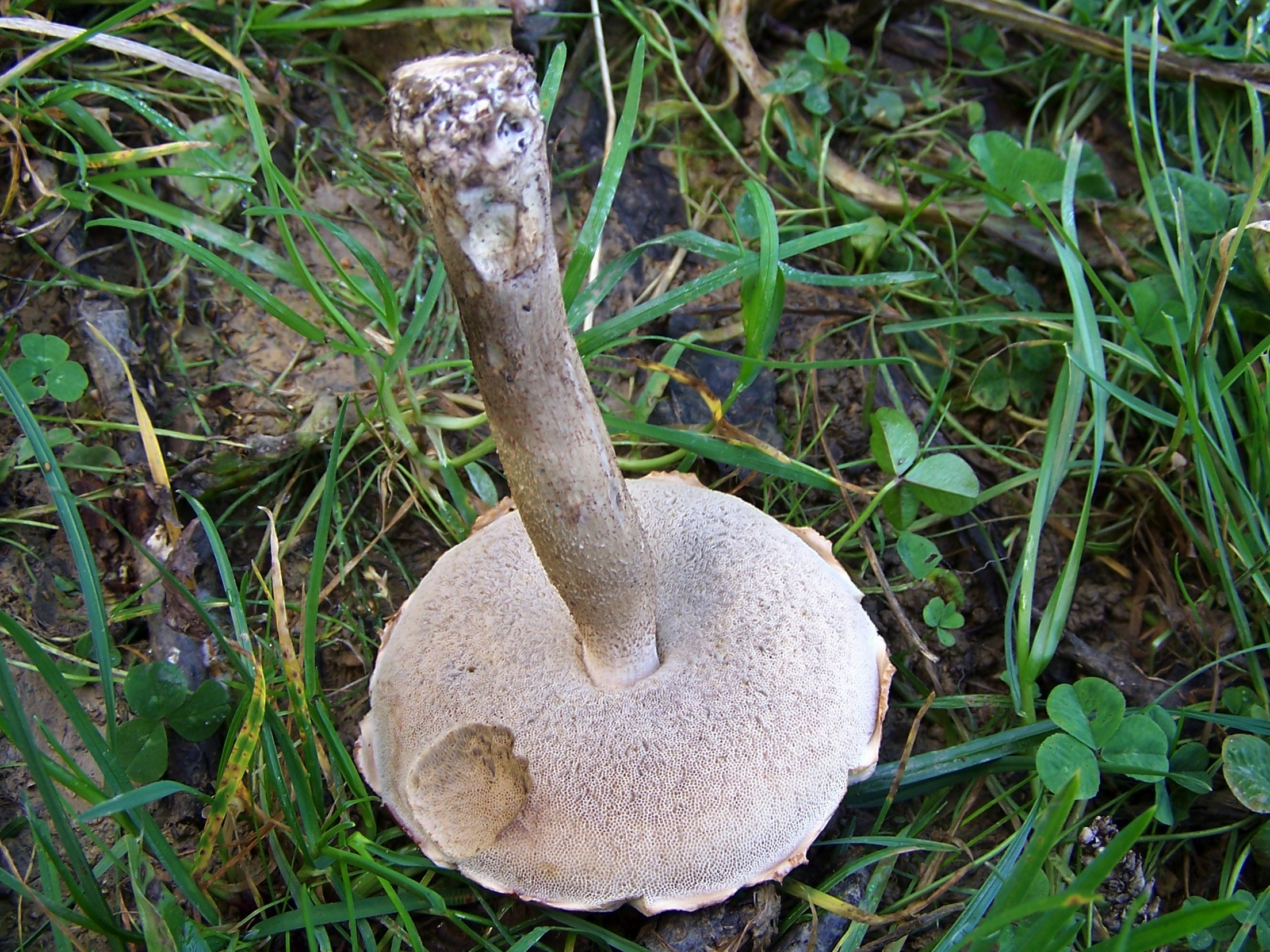
Leccinum aurantiacum
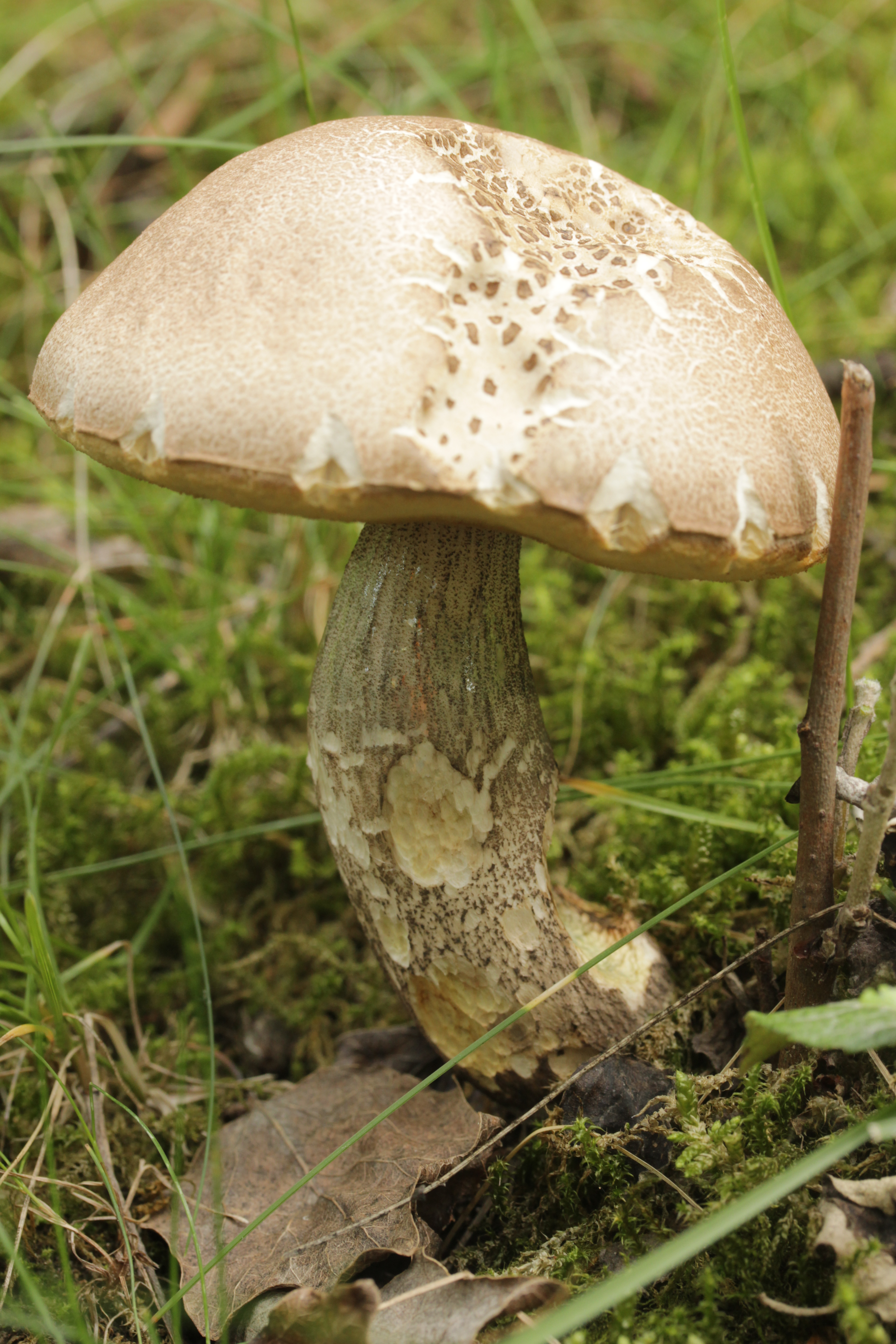
Leccinum duriusculum
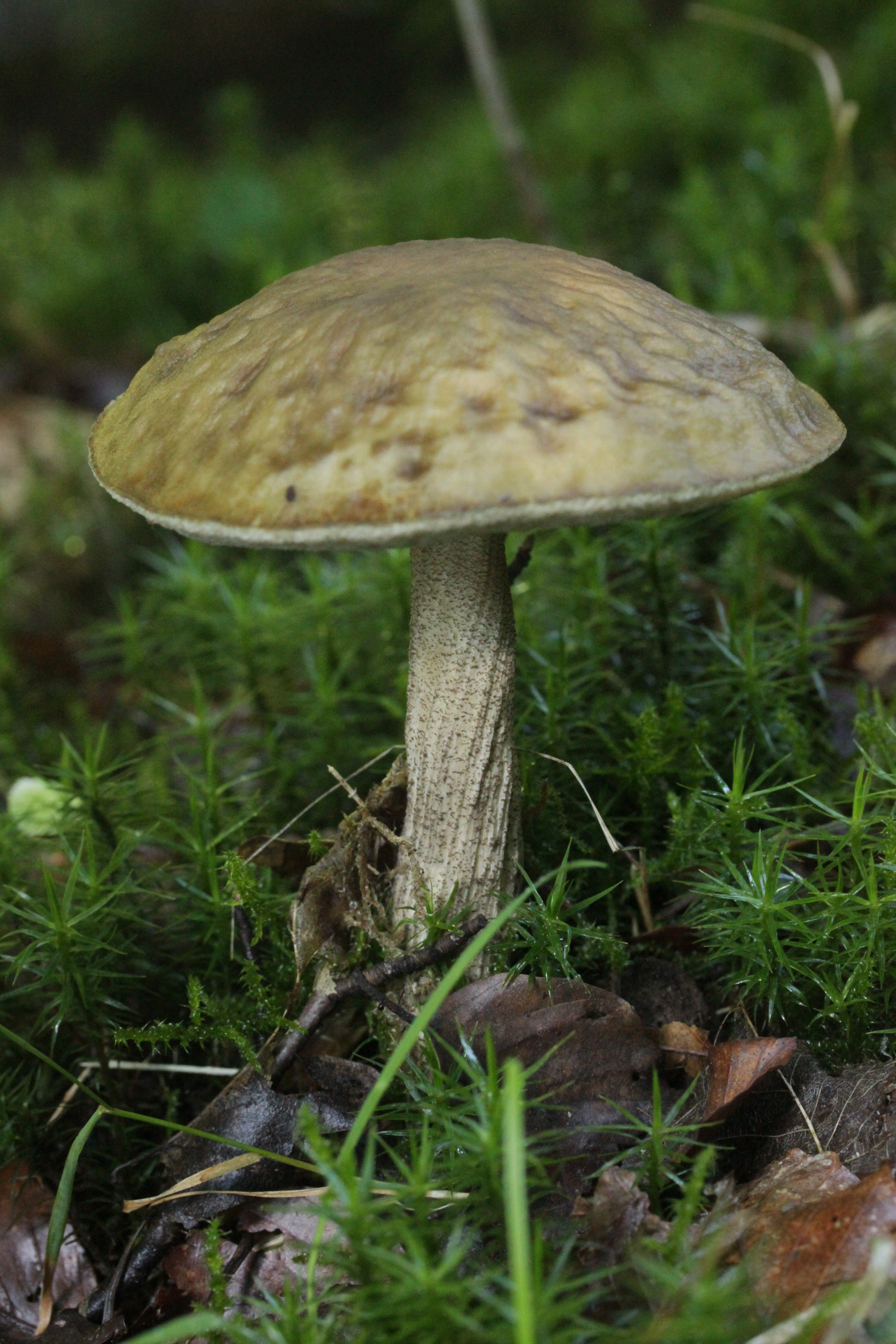
Leccinum griseum
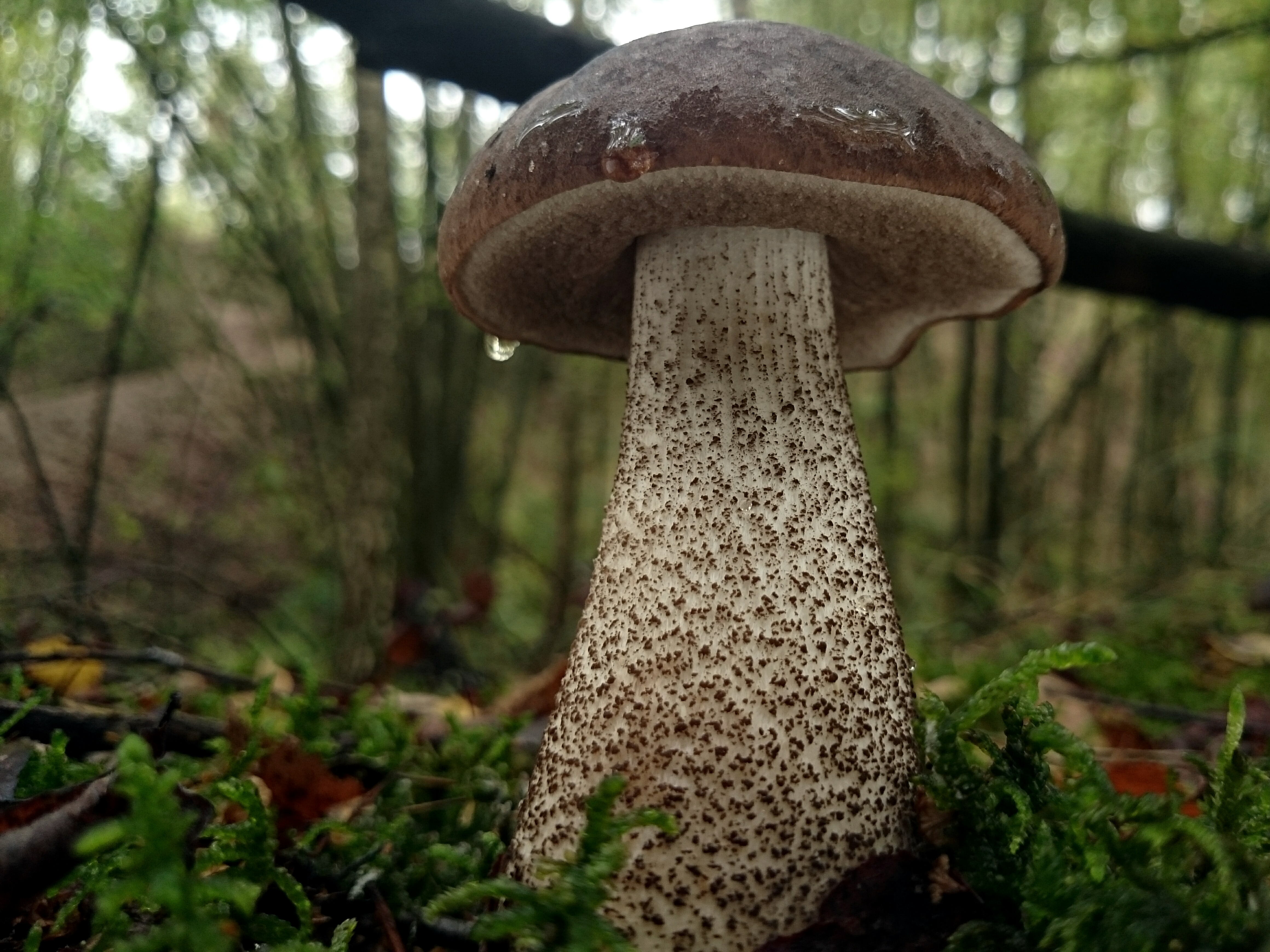
Leccinum melaneum
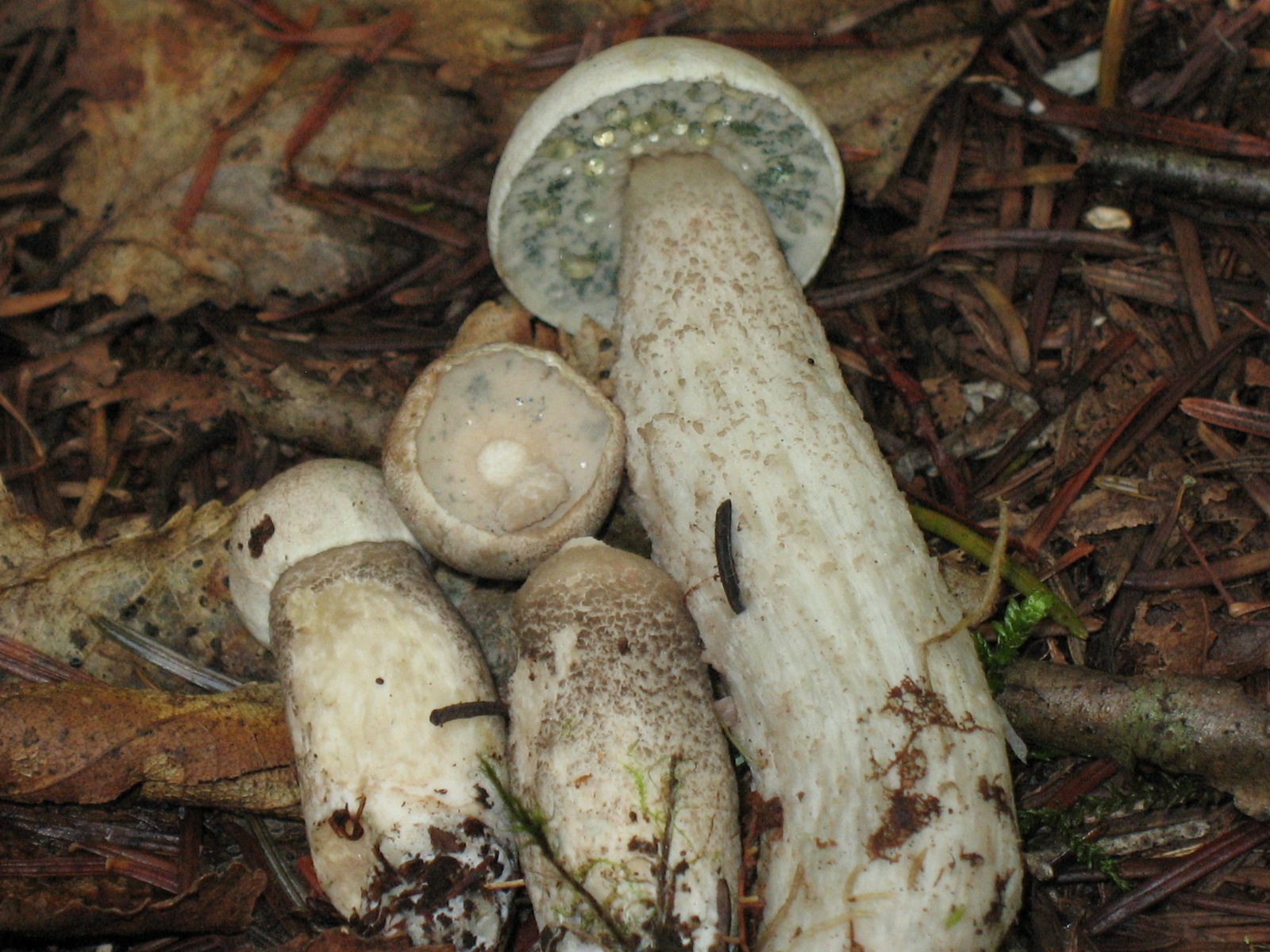
Leccinum niveum
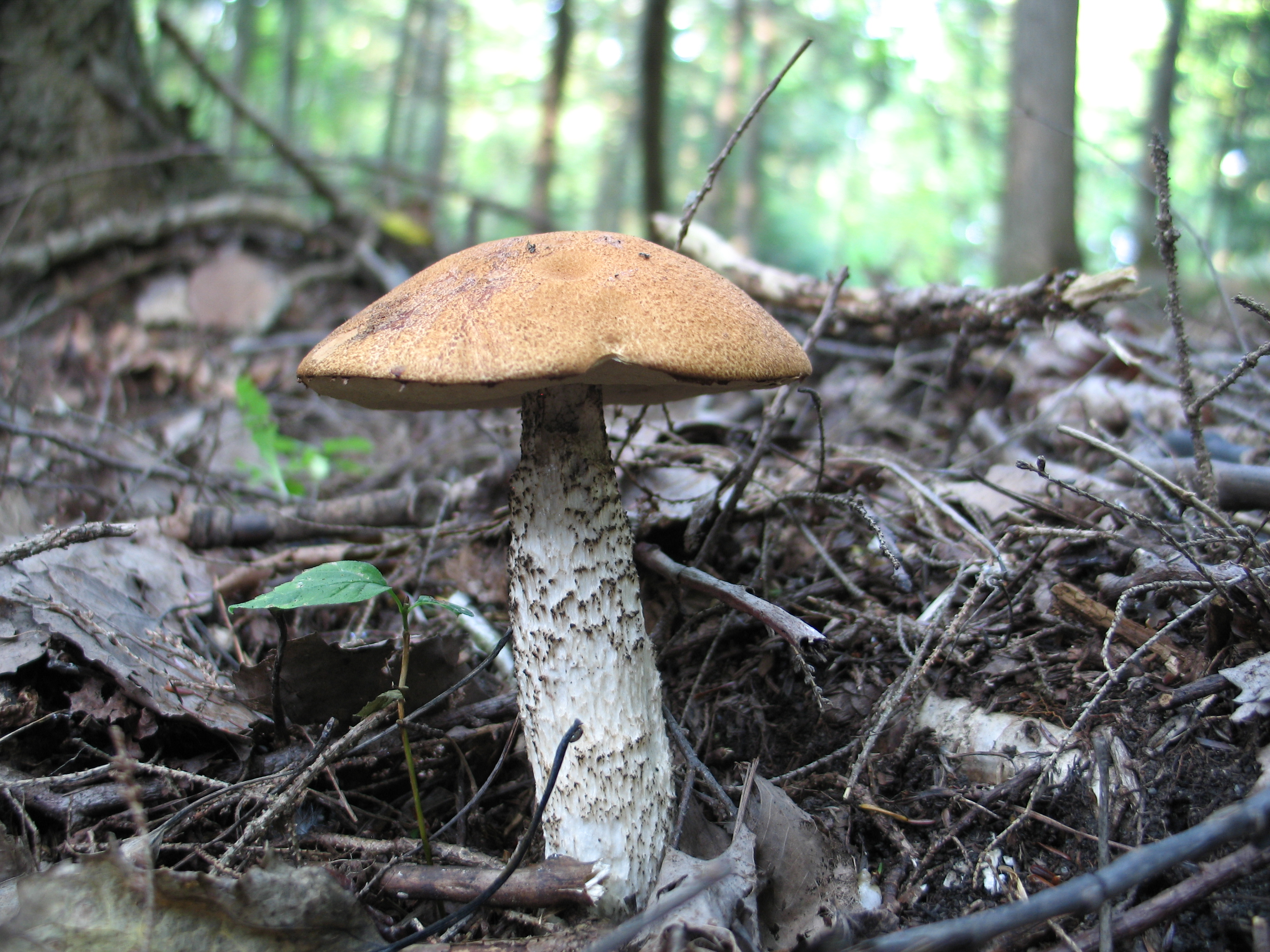
Leccinum piceinum

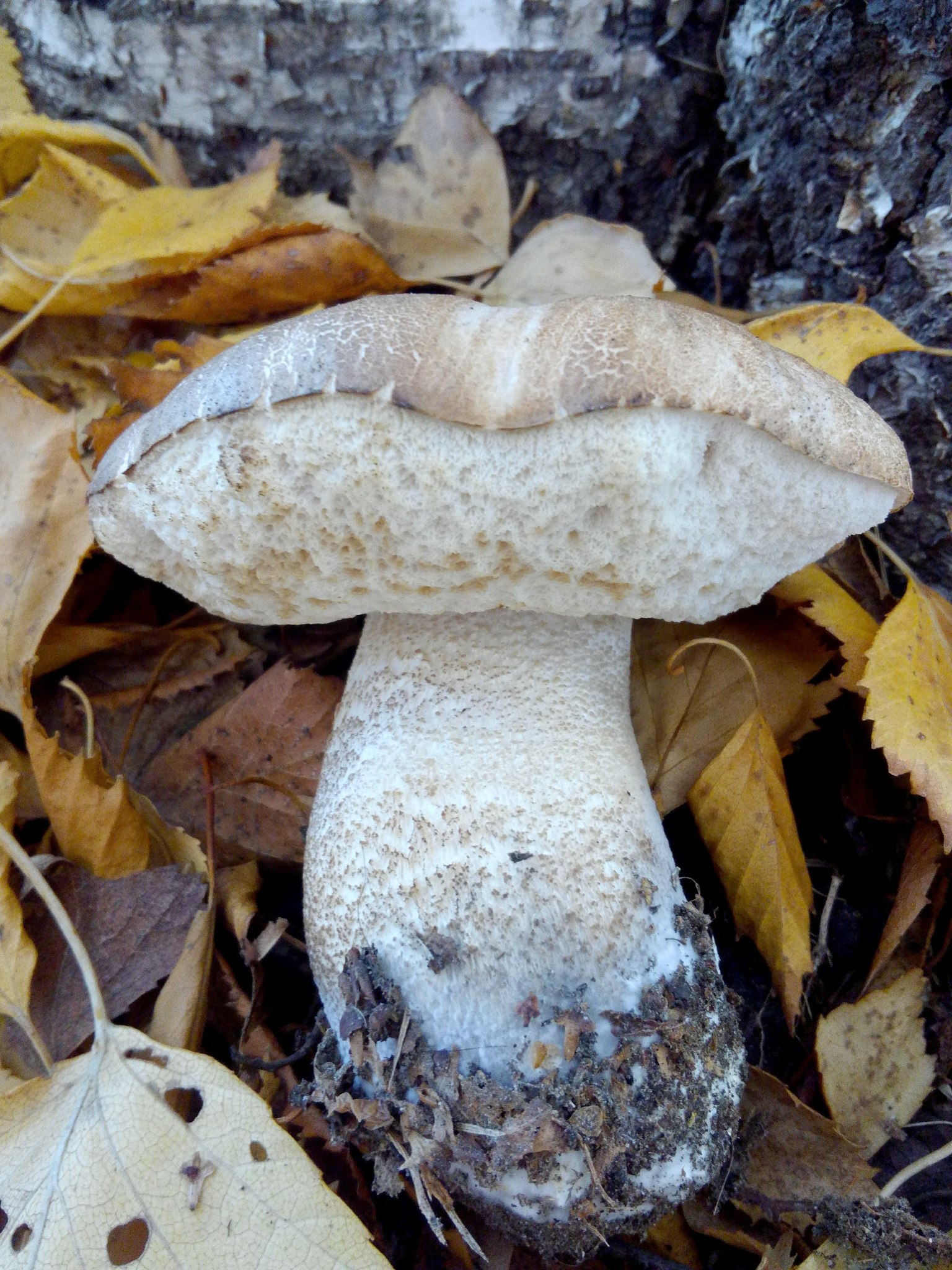
Leccinum scabrum
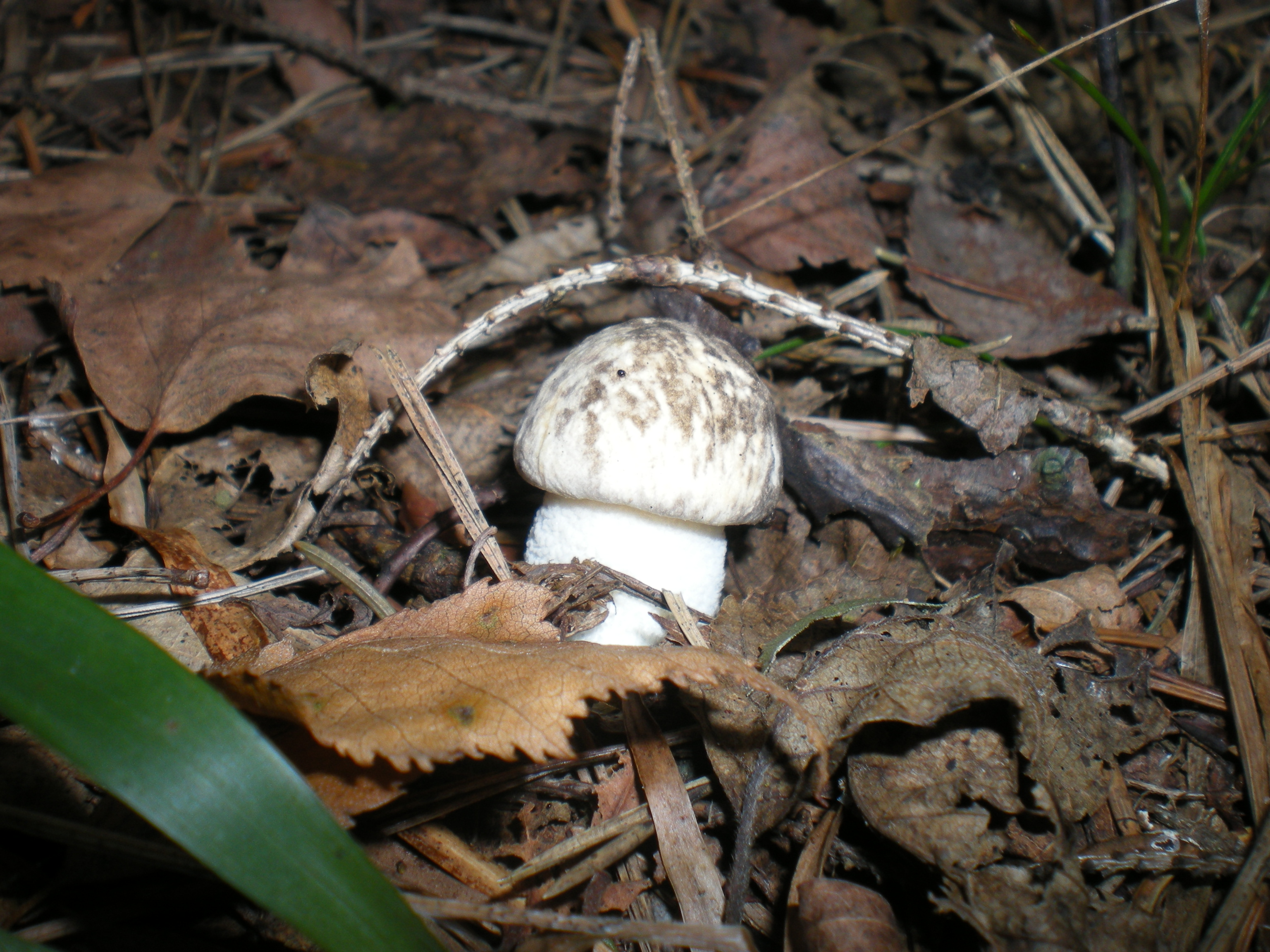
Leccinum variicolor
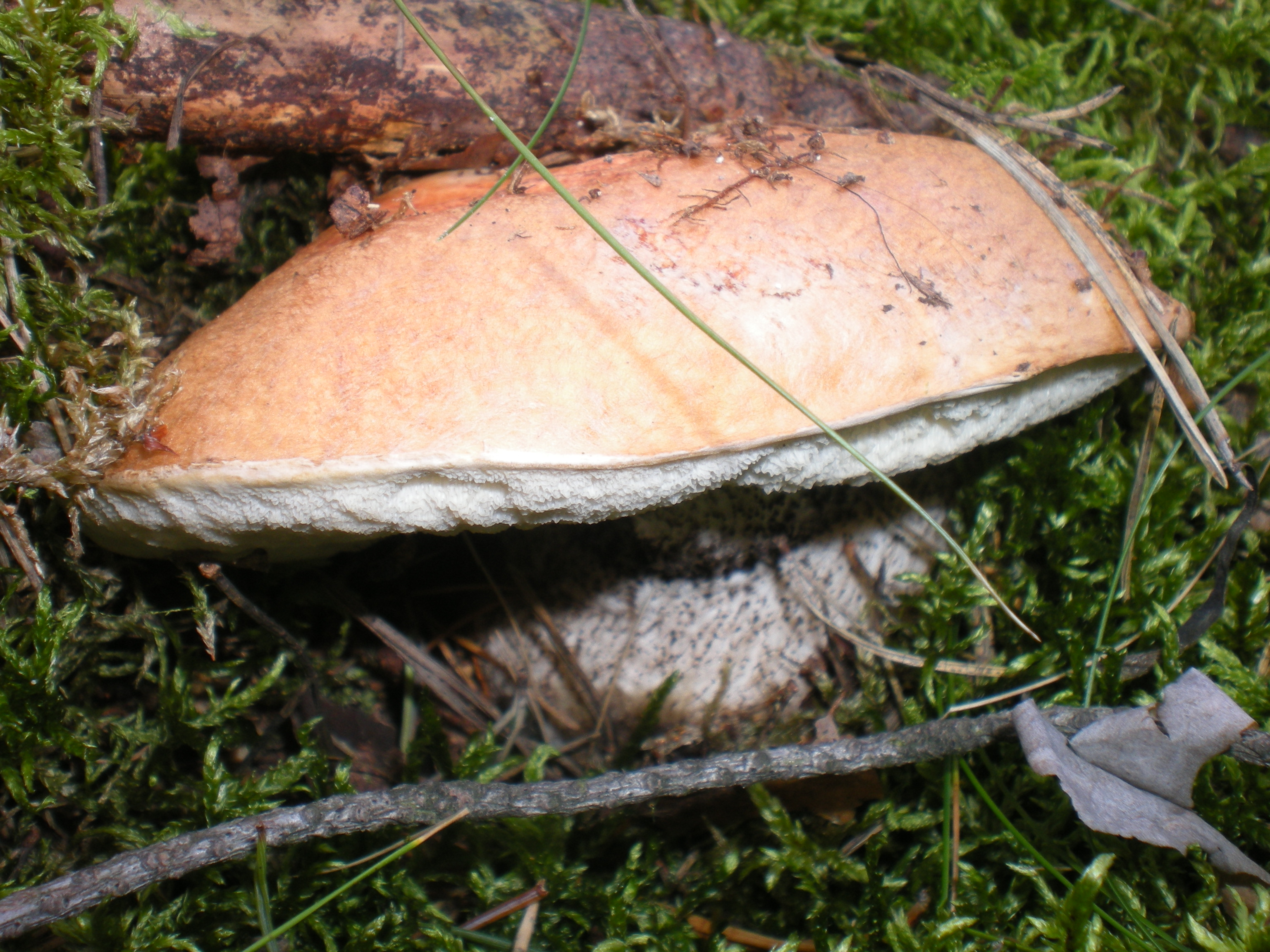
Leccinum versipelle
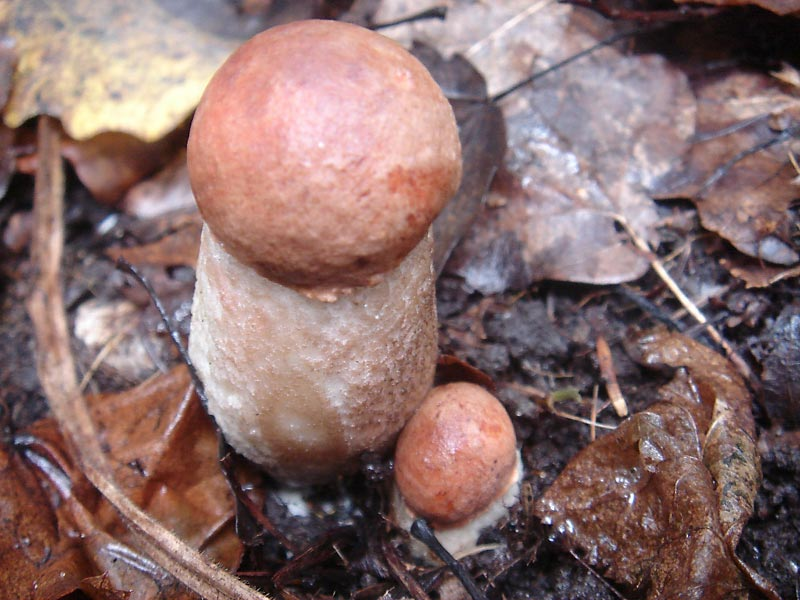
Leccinum vulpinum
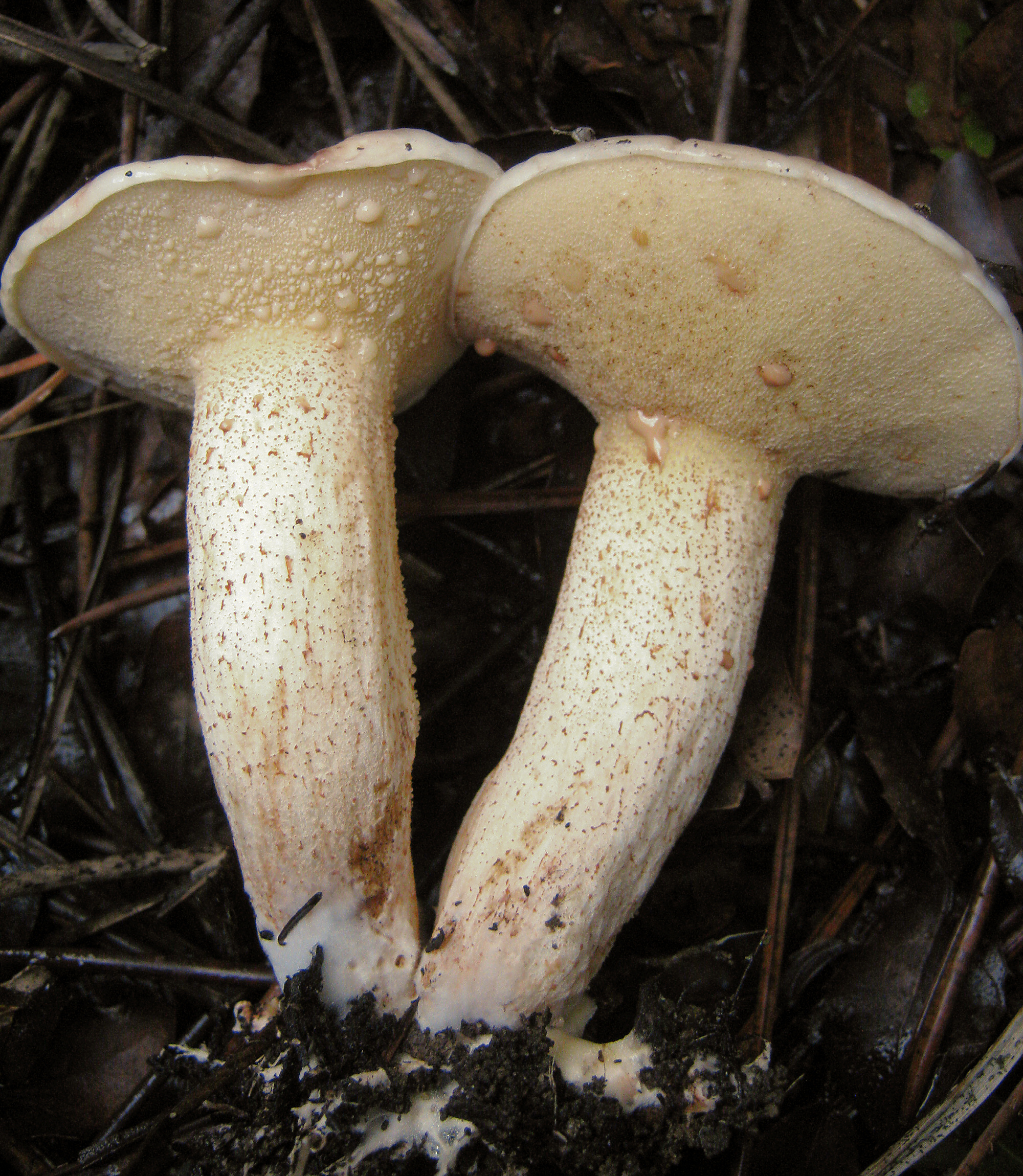
Suillus bellinii
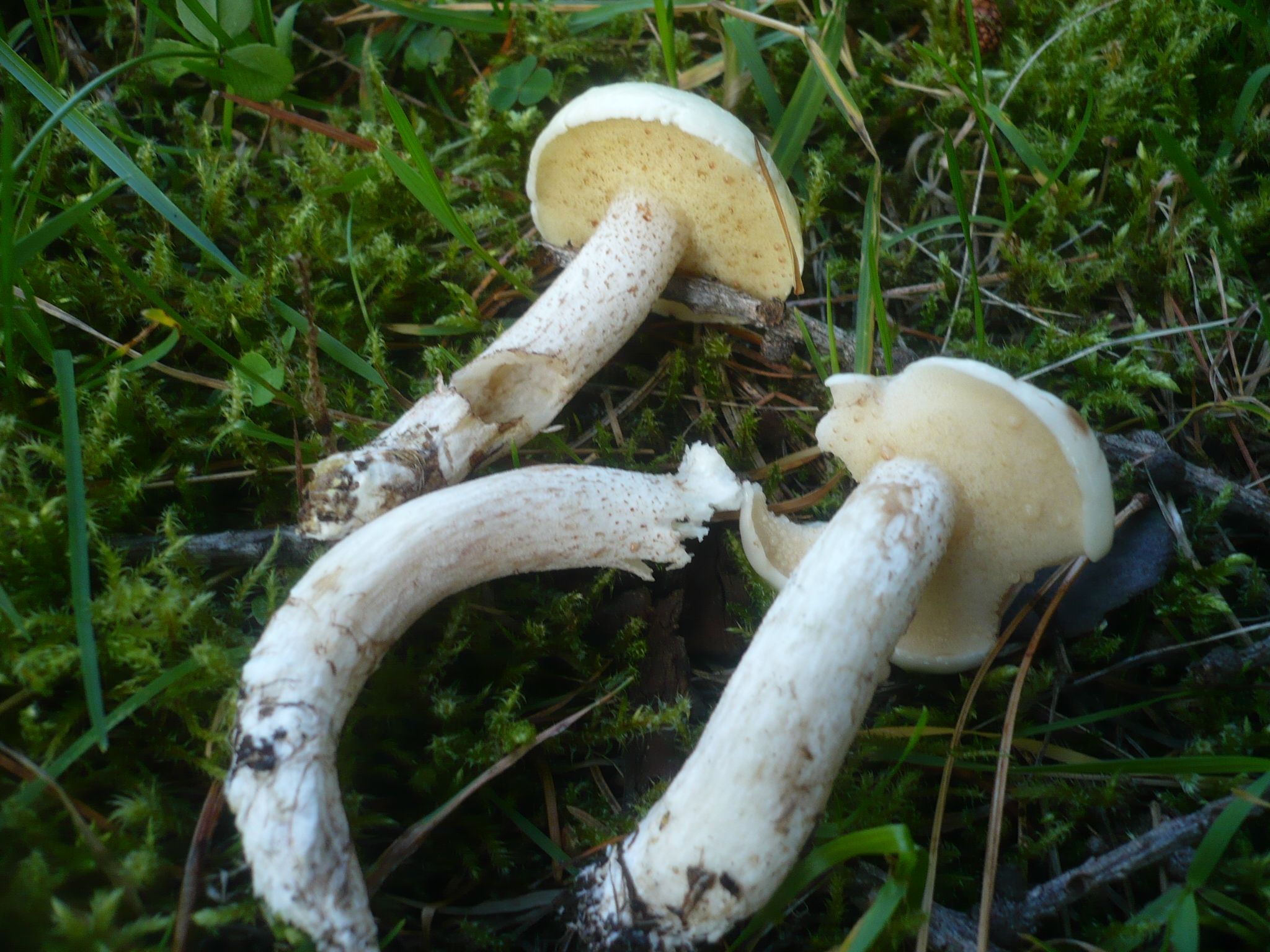
Suillus placidus

## Valorificare
Această ciupercă are avantajul că este rareori atacată de viermi. Bureții proaspeți pot fi pregătiți ca ciulama, de asemenea împreună cu alte ciuperci de pădure ori adăugați la un sos de carne de vită sau vânat. În afară de aceasta, ei pot fi tăiați felii și congelați. De asemenea, este posibilă uscarea lor după tăierea în felii. Culoarea bureților va fi atunci negricioasă. Foarte gustoși sunt preparați ca Duxelles (un fel de zacuscă).
Din cauza drenării adesea complete a turbăriilor și prin secarea zonelor umede precum a subsidenței apelor subterane, speciei sunt răpite mediile de evoluție, apărând de aceea din ce în ce mai rar.